# 鰟鮍心碘泡虫
鰟鮍心碘泡虫（学名：Cardimyxobolus rhodeus）为新碘泡科心碘泡虫属的动物。在中国，分布于四川等，营寄生生活，寄生在中华鰟鮍的鳃。